# Rick Manning
Richard Eugene Manning, dit Rick Manning, né le 2 septembre 1954 à Niagara Falls (New York), est un ancien joueur américain de baseball qui évolua en Ligue majeure de baseball de 1975 à 1987. Il est depuis 1990. commentateur des matches des Indians de Cleveland.

## Carrière

### Joueur
Drafté en 1972 au premier tour en deuxième position par les Indians de Cleveland, Rick Manning fait ses débuts en Ligue majeure le 23 mai 1975.
Il remporte un Gant doré en 1976. Le 6 juin 1983, Manning et le lanceur gaucher Rick Waits sont échangés par les Indians aux Brewers de Milwaukee en retour du voltigeur de centre et frappeur de puissance Gorman Thomas, du lanceur droitier Ernie Camacho et du lanceur gaucher Jamie Easterly. C'est l'un des plus médiocres échanges de joueurs pour les Indians. Le transfert de Thomas, joueur populaire à Milwaukee, a aussi été cité du côté des Brewers comme un mauvais échange.

### Commentateur
À partir de 1991, Rick Manning devient commentateur des matches des Indians de Cleveland sur les chaines de télévision câblée.